# Вила-ду-Конди (район)
Ви́ла-ду-Ко́нди (порт. Vila do Conde) — населённый пункт и район в Португалии, входит в округ Порту. Является составной частью муниципалитета Вила-ду-Конди. Находится в составе крупной городской агломерации Большой Порту. По старому административному делению входил в провинцию Дору-Литорал. Входит в экономико-статистический субрегион Большой Порту, который входит в Северный регион. Население составляет 25 731 человек на 2001 год. Занимает площадь 6,88 км².